# Tribalistas
Tribalistas és un trio musical brasiler compost per Marisa Monte, Arnaldo Antunes i Carlinhos Brown.
Abans de sorgir Tribalistas, els tres integrants havien treballat diverses vegades junts en composicions per als seus discos solistes. El març de 2001, van decidir reunir-se a Bahia, van compondre 20 cançons, i a l'abril de l'any següent van gravar 13 d'elles per a compondre el primer àlbum publicat per ells. El nom del grup va provenir d'una de les cançons que van compondre i van incloure en aquest disc.
L'àlbum va vendre més de 1,5 milions de còpies solament al Brasil. En total, van ser venudes més de 2,1 milions de còpies. Va rebre cinc nominacions al Grammy Llatí en 2003, guanyant un. Algunes cançons del CD i DVD van ser remasteritzades i van tenir molt d'èxit a Europa.
El curiós és que el trio mai es va presentar en conjunt i no van fer una gira, salvant algunes estranyes excepcions: en el Grammy Llatí, en el DVD Ao Vivo no Estúdio (d'Arnaldo Antunes) i la tercera vegada, obert al públic en el Sarau do Brown. Marisa Monte és l'única que va cantar diverses cançons del grup, a la seva gira mundial "Univers Particular" i en el seu gira "Verdade, Uma Ilusão" que també va tenir èxit a nivell internacional.
El disc Tribalistas té la particularitat d'haver estat realitzat de manera molt precipitada a causa dels curts temps que posseïen els artistes. L'àlbum va ser gravat en tretze dies, un per cançó.
Al maig de 2013, es va anunciar que els tres membres llançarien una cançó anomenada "Joga Arroz", per expressar el seu suport al matrimoni homosexual, tot i que no tenien intenció de reviure la banda.
A l'abril del 2017, una columna del diari O Globo va anunciar que el trio s'havia reunit el mes anterior per compondre noves cançons. L'agost del mateix any, la banda va anunciar oficialment la seva reunió i va llançar un nou àlbum, estant en actiu fins al 2019.

## Tribalistas, l'àlbum
Fou gravatl'abril del 2002 en secret a la casa que posseeix Marisa Monte a la ciutat de Rio de Janeiro. Aquest àlbum es va llançar a la venda al Brasil el 2002 i a la resta del món a l'any següent. Va vendre més d'un milió de còpies, tan sols al Brasil, i va tenir gran acceptació a Europa. Va rebre 5 Grammy's de música llatina en 2003 i un premi de música mundial de la BBC en 2004.
L'àlbum en format DVD inclou vídeos de l'enregistrament d'algunes cançons del disc i diàlegs i entrevistes amb els tres músics en l'estudi.
| Núm.          | Títol                          | Durada |
| ------------- | ------------------------------ | ------ |
| 1.            | «Carnavália»                   | 4:16   |
| 2.            | «Um a Um»                      | 2:41   |
| 3.            | «Velha Infância»               | 4:10   |
| 4.            | «Passe em Casa»                | 3:54   |
| 5.            | «O Amor É Feio»                | 3:11   |
| 6.            | «É Você»                       | 2:51   |
| 7.            | «Carnalismo»                   | 2:36   |
| 8.            | «Mary Cristo»                  | 3:00   |
| 9.            | «Anjo da Guarda»               | 2:47   |
| 10.           | «Lá de Longe»                  | 2:17   |
| 11.           | «Pecado É Lhe Deixar de Molho» | 2:58   |
| 12.           | «Já Sei Namorar»               | 3:16   |
| 13.           | «Tribalistas»                  | 3:23   |
| Durada total: | Durada total:                  | 41:20  |

## Premis
| Any  | Premio                              | Categoria                                     | Treball                                      | Resultat  |
| ---- | ----------------------------------- | --------------------------------------------- | -------------------------------------------- | --------- |
| 2002 | APCA                                | "Millor CD"                                   | "Tribalistas"                                | Guanyador |
| 2002 | Trofeu Imprensa                     | "Millor Grup"                                 | "Tribalistas"                                | Guanyador |
| 2002 | Trofeu Imprensa                     | "Millor Música"                               | "Já Sei Namorar"                             | Guanyador |
| 2003 | Grammy Llatí                        | "Gravació de l'Any"                           | "Já Sei Namorar"                             | Nominats  |
| 2003 | Grammy Llatí                        | "Millor Cançó Brasilera"                      | "Já Sei Namorar"                             | Nominats  |
| 2003 | Grammy Llatí                        | "Àlbum de l'Any"                              | "Tribalistas"                                | Nominats  |
| 2003 | Grammy Llatí                        | "Millor Enginyeria de Gravació per un Àlbum " | "William Jr., Antoine Midani & Alê Siqueira" | Nominats  |
| 2003 | Grammy Llatí                        | "Millor Àlbum Pop Contemporani Brasiler"      | "Tribalistas"                                | Guanyador |
| 2003 | EMI Portugal                        | "CD Més Venut en la Història d'EMI"           | "Tribalistas"                                | Guanyador |
| 2003 | Festivalbar                         | "Premi Internacional"                         | "Tribalistas"                                | Guanyador |
| 2003 | Italian Music Awards                | "Artista Revelació"                           | "Tribalistas"                                | Guanyador |
| 2003 | Premi Amigo                         | "Millor Àlbum Llatí"                          | "Tribalistas"                                | Guanyador |
| 2003 | Premi Austregésilo d'Athaide        | "Millor CD"                                   | "Tribalistas"                                | Guanyador |
| 2003 | Premi Multishow de Música Brasilera | "Millor CD"                                   | "Tribalistas"                                | Guanyador |
| 2003 | "Millor DVD"                        |                                               | "Tribalistas"                                | Guanyador |
| 2003 | "Millor Música"                     | "Já Sei Namorar"                              |                                              | Guanyador |
| 2003 | Premi Ondas                         | "Millor Grup Llatí"                           | "Tribalistas"                                | Guanyador |
| 2003 | Premi TIM                           | "Millor Grup MPB"                             | "Tribalistas"                                | Guanyador |